# USS LST-38
O USS LST-38 foi um navio de guerra norte-americano da classe LST que operou durante a Segunda Guerra Mundial.